# 데님

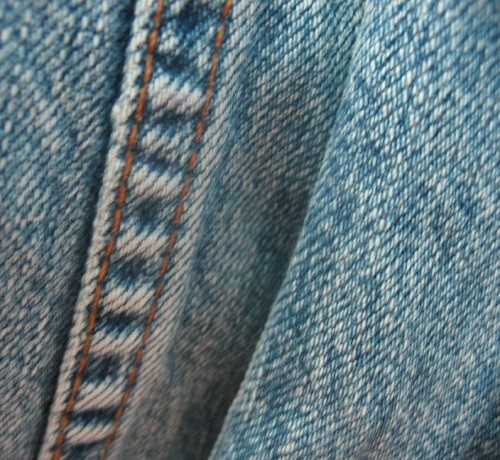
데님

데님(denim)은 능직의 두꺼운 면직물로, 면섬유·인조섬유 또는 혼방섬유를 능직으로 짜서 만들며, 가구의 커버나 작업복으로 이용된다. 대표적으로는 데님 자켓 등이 있다.

## 같이 보기
- 개버딘